# Nordisk kvinnolitteraturhistoria
Nordisk kvinnolitteraturhistoria är ett litteraturvetenskapligt samlingsverk i fem band om kvinnliga nordiska författare. Litteraturhistorien utkom 1993-2000, på svenska hos förlaget Bra Böcker. Projektets huvudredaktör var Elisabeth Møller Jensen.
I december 2011 lades de fyra första banden av det svenska verket ut på Litteraturbanken, dock utan illustrationer. Sedan mars 2012 finns Nordisk kvinnolitteraturhistoria i digitaliserad version.